# Закарян, Лусине Абетовна
Лусине (настоящее имя - Светлана) Абетовна Закарян (арм. Լուսինե (Սվետլանա) Հաբեթի Զաքարյան; 1 июня 1937, Ахалцихе — 30 декабря 1992, Ереван) — советская и армянская певица, с выдающимся  лирическим сопрано. Ее репертуар включал в себя армянскую классику, а также произведения русских и западноевропейских композиторов. народная артистка Армянской ССР (1972).

## Биография
Лусине (урожденная - Светлана) родилась 1 июня 1937 года в Ахалцихе (Грузия) в семье музыкантов: отец работал в симфоническом оркестре, дед по материнской линии (Иосиф Томашевич — польский армянин) — оперный певец, музыкантом был старший брат будущей певицы, а бабушка и мать были пианистками. Маленькая Лусине с детства исполняла популярные песни на школьных концертах.
В 1952 году, когда семья Лусине переехала в Ереван, Лусине поступила в музыкальное училище Романоса Меликяна. В 1957 году Лусине Закарян, сдав один экзамен, была принята на отделение вокала в Ереванскую консерваторию имени Комитаса. Впоследствии, руководитель Эчмиадзинского церковного хора, услышав Лусине Закарян на одном из концертов, пригласил её в свой коллектив. Она приняла предложение и более трех месяцев исполняла произведения Рахманинова, Даргомыжского, Глинки, Римского-Корсакова, Балакирева, а также армянских композиторов Комитаса, Экмаляня, Мирзояна.
Когда Лусине Закарян впервые выступила в храме, её слушал Католикос всех армян Вазген I. Вскоре Лусине стала солисткой хора. Закончив обучение в консерватории, вышла замуж за семинариста Хорена Паляна, благодаря которому глубже ознакомилась с историей своего народа, его культурой, с армянской духовной песней, народными песнями.
В 1968 году состоялось венчание Хорена Паляна и Лусине Закарян.

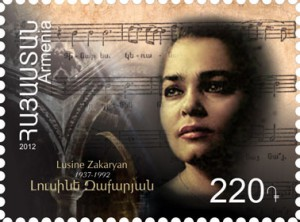
Армянская почтовая марка, посвященная 75 -й годовщине со дня рождения Лусине Закарян.

Одним из самых важных выступлений в жизни Лусине Закарян стал концерт, посвященный 95-летию Комитаса. После него о ней заговорила вся страна, а руководитель Государственной капеллы Армении — Оганес Чекиджян пригласил ее на гастроли по всему Советскому Союзу, а затем и по Европе.
Особое место в творчестве Лусине Закарян занял ряд концертов средневековой музыки в Союзе композиторов Армении, где она выступала вместе с известным органистом Ваагном Стамболцяном.
В последние годы Закарян почти ослепла и умерла от сахарного диабета 31 декабря 1992 года в Ереване.

## Память

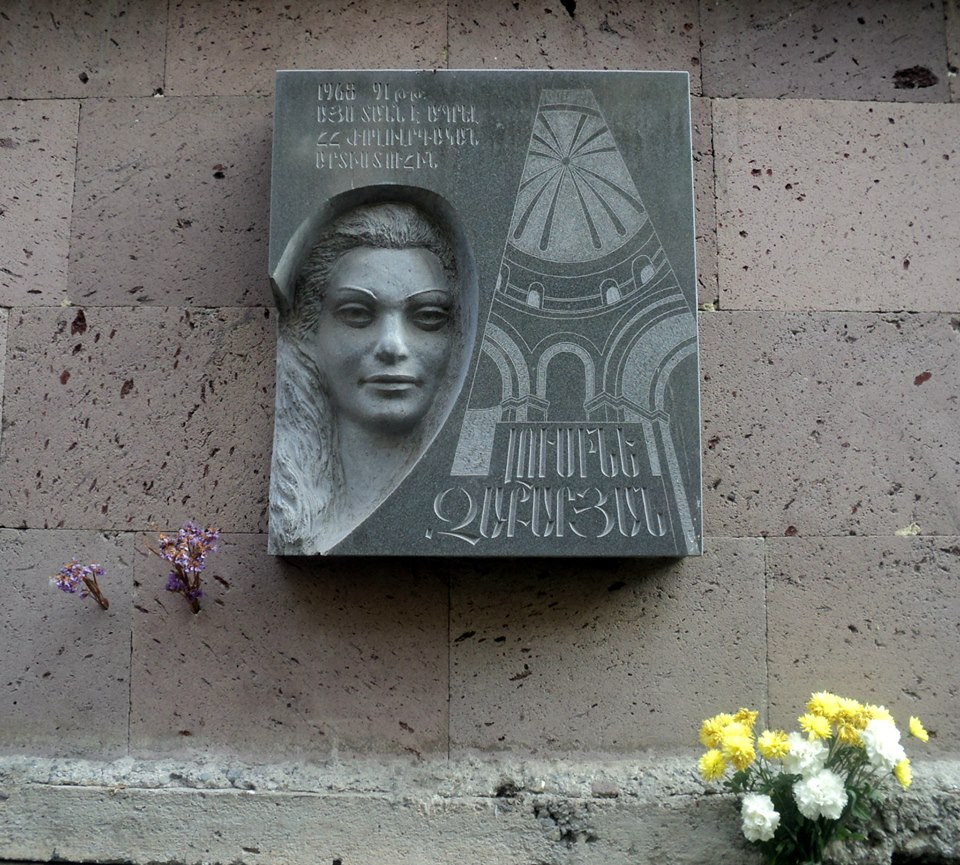

На д. 42 по улице Езника Кохбаци установлена мемориальная доска.
14 февраля 2023 года 7-я улица Норка в Ереване была переименована в улицу Лусине Закарян.
Лусине Закарян был посвящён рассказ армянской писательницы Наринэ Абгарян «Памяти Лусине».

## Звания и награды
- заслуженная артистка Армянской ССР (1967)
- народная артистка Армянской ССР (1972)
- лауреат Государственной премии Армянской ССР
- Орден Святого Месропа Маштоца (посмертно)